# Леймър
Терминът леймър (англ. „Lamer“ от lame – куц, слаб) e сленг, произлиза от субкултурата на хакерите и фрийкърите в средата на 1980-те години и означава човек, който е неосведомен, невежа и не е много наясно с това, което прави. За разлика от хакера, който се старае да си обясни нещата, тяхната същност и как те функционират, леймърът се задоволява с повърхностни обяснения. За него е достатъчно да научи основните функции на нещо (програма, компютър, механизъм), за да може само да го използва, но без да има интерес да познава нещата в дълбочина.
В днешно време „леймър“ се използва като пейоративен термин широко, предимно в компютърната и интернет култура, от хакери, геймъри, IRC-потребители, също във форуми, чатове и в социалните мрежи.